# Records du Panama d'athlétisme
Les records du Panama d'athlétisme sont les meilleures performances réalisées par des athlètes panaméens et homologuées par la Fédération panaméenne d'athlétisme (FPA).

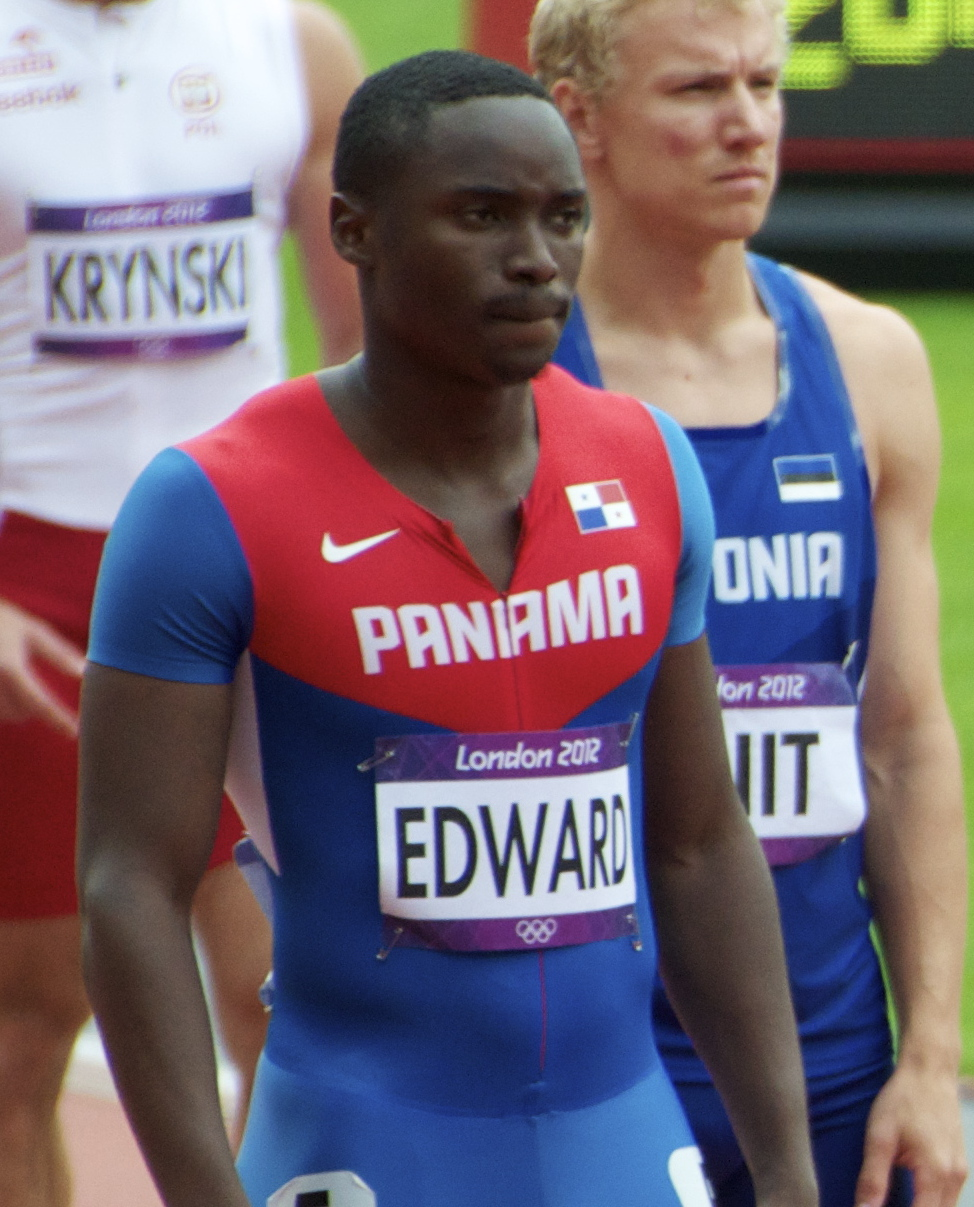
Alonso Edward, l'argent à Berlin à moins de 20 ans

## Plein air

### Hommes
| Épreuve              | Record | Athlète | Date | Compétition | Lieu | Réf.         |
| -------------------- | --- | --- | --- | --- | --- | ------------ |
| 100 m                | 10 s 01 A (-0,7 m/s) | Alonso Edward | 6 juin 2018 | Jeux sud-américains | Cochabamba | [ 1 ]        |
| 200 m                | 19 s 81 (-0,3 m/s) (AR) | Alonso Edward | 20 août 2009 | Championnats du monde | Berlin | [ 2 ]        |
| 400 m                | 45 s 29 | Héctor Daley | 15 août 1981 | | Ciudad Bolívar |              |
| 800 m                | 1 min 45 s 27 | Chamar Chambers | 11 mai 2024 | Championnats ibéro-américains | Cuiaba | [ 3 ]        |
| 1 500 m              | 3 min 41 s 73 | Donaldo Arza | 8 septembre 1972 | Jeux olympiques | Munich |              |
| 3 000 m              | 8 min 28 s 87 | Simón Alvarado | 29 juin 1984 | | Atlanta |              |
| 5 000 m              | 14 min 23 s 72 | Didier Rodríguez | 9 juin 2023 | Mémorial José Barrientos | La Havane | [ 4 ]        |
| 10 000 m             | 30 min 7 s 0 | Agustin Morán | 22 mars 1997 | | Panama |              |
| Semi-marathon        | 1 h 11 min 05 s | Agustin Morán | 23 septembre 2001 | | Montevideo | [ 5 ]        |
| Marathon             | 2 h 9 min 24 s | Jorge Castelblanco | 18 février 2024 | Marathon de Séville | Séville | [ 6 ]        |
| 110 m haies          | 13 s 65 | Curt Young | 23 mai 1998 | | Mexico |              |
| 400 m haies          | 47 s 84 (AR) | Bayano Kamani | 7 août 2005 | Championnats du monde | Helsinki | [ 7 ]        |
| 3 000 m steeple      | 8 min 39 s 22 | Didier Rodríguez | 10 mai 2024 | Championnats ibéro-américains | Cuiaba | [ 8 ]        |
| Saut en hauteur      | 2,21 m | Alexander Bowen | 8 mai 2015 9 juin 2018 24 mai 2019 | Purple & Gold Last Chance Meet Kingston JN Racers Grand Prix Championnats d'Amérique du Sud | Albany Kingston Lima | [ 9 ] [ 10 ] |
| Saut à la perche     | 4,75 m | Antonio Morales | 21 mai 1999 | | Fairfax |              |
| Saut en longueur     | 8,73 m (+1,2 m/s) (AR) | Irving Saladino | 24 mai 2008 | Fanny Blankers-Koen Games | Hengelo | [ 11 ]       |
| Triple saut          | 15,50 m | Michael Thompson | 4 mai 2007 | | Dickinson |              |
| Lancer du poids      | 15,81 m A | Guillermo Morrison | 18 mai 2002 | | Colorado Springs |              |
| Lancer du disque     | 50,15 m | Guillermo Morrison | 30 mars 2002 | | El Paso |              |
| Lancer du marteau    | 46,42 m | René Lynch | 26 novembre 1975 | | San José |              |
| Lancer du javelot    | 71,63 m | Jonathan Cedeño | 19 août 2023 | | Encarnación |              |
| Décathlon            | 7 043 pts | Antonio Morales | 20–21 mai 1999 | | Fairfax |              |
| Décathlon            | 11 s 45 (+2,0 m/s) (100 m), 6,82 m (+1,3 m/s) (longueur), 11,30 m (poids), 1,98 m (hauteur), 50 s 39 (400 m) / 15 s 77 (110 m haies), 32,94 m (disque), 4,75 m (perche), 46,06 m (javelot), 4 min 34 s 45 (1 500 m) | 11 s 45 (+2,0 m/s) (100 m), 6,82 m (+1,3 m/s) (longueur), 11,30 m (poids), 1,98 m (hauteur), 50 s 39 (400 m) / 15 s 77 (110 m haies), 32,94 m (disque), 4,75 m (perche), 46,06 m (javelot), 4 min 34 s 45 (1 500 m) | 11 s 45 (+2,0 m/s) (100 m), 6,82 m (+1,3 m/s) (longueur), 11,30 m (poids), 1,98 m (hauteur), 50 s 39 (400 m) / 15 s 77 (110 m haies), 32,94 m (disque), 4,75 m (perche), 46,06 m (javelot), 4 min 34 s 45 (1 500 m) | 11 s 45 (+2,0 m/s) (100 m), 6,82 m (+1,3 m/s) (longueur), 11,30 m (poids), 1,98 m (hauteur), 50 s 39 (400 m) / 15 s 77 (110 m haies), 32,94 m (disque), 4,75 m (perche), 46,06 m (javelot), 4 min 34 s 45 (1 500 m) | 11 s 45 (+2,0 m/s) (100 m), 6,82 m (+1,3 m/s) (longueur), 11,30 m (poids), 1,98 m (hauteur), 50 s 39 (400 m) / 15 s 77 (110 m haies), 32,94 m (disque), 4,75 m (perche), 46,06 m (javelot), 4 min 34 s 45 (1 500 m) | [ 12 ]       |
| 20 km marche (route) | 1 h 22 min 54 s | Yassir Cabrera | 18 mai 2024 | | La Corogne | [ 13 ]       |
| 35 km marche (route) | 2 h 37 min 46 s | Yassir Cabrera | 16 mars 2025 | | San Jerónimo |              |
| 50 km marche (route) | 4 h 37 min 17 s | Leonel Ramos | 17 avril 1983 | | Mexico |              |
| 4 × 100 m            | 40 s 07 | Équipe nationale Andrés Rodríguez Anghelo Edmund Jonathan Gibson Alonso Edward | 9 mai 2007 | Jeux de l'ALBA | Caracas |              |
| 4 × 400 m            | 3 min 9 s 67 | Équipe nationale Alonso Edward Andrés Rodríguez Anghelo Edmund Jonathan Gibson | 9 juin 2007 | Championnats d'Amérique du Sud | São Paulo | [ 14 ]       |

### Femmes
| Épreuve              | Record | Athlète                                                                      | Date                       | Compétition                              | Lieu           | Réf.   |
| -------------------- | --- | ---------------------------------------------------------------------------- | -------------------------- | ---------------------------------------- | -------------- | ------ |
| 100 m                | 11 s 50 (+1,5 m/s) | Selena Arjona-Alcazar                                                        | 26 mai 2022                | Championnats NCAA Division II            | Allendale      |        |
| 200 m                | 23 s 42 (+1,5 m/s) | Selena Arjona-Alcazar                                                        | 26 mai 2022                | Championnats NCAA Division II            | Allendale      |        |
| 400 m                | 52 s 43 | Gianna Woodruff                                                              | 23 avril 2022              | Michael Johnson Invitational             | Waco           | [ 15 ] |
| 800 m                | 2 min 01 s 63 | Andrea Ferris                                                                | 12 mai 2012                | Ponce Grand Prix                         | Ponce          | [ 16 ] |
| 1 500 m              | 4 min 15 s 22 | Andrea Ferris                                                                | 26 novembre 2013           | Jeux bolivariens                         | Trujillo       | [ 17 ] |
| 3 000 m              | 9 min 41 s 71 | Andrea Ferris                                                                | 10 août 2018               | GP Pedro Galvez Velarde                  | Lima           |        |
| 5 000 m              | 16 min 24 s 75 | Rolanda Bell                                                                 | 26 avril 2014              | Penn Relays                              | Philadelphie   | [ 18 ] |
| 10 000 m             | 37 min 14 s 99 | María Teresia Ferris                                                         | 16 avril 2011              | Championnats du Panama                   | Panama         |        |
| Semi-marathon        | 1 h 20 min 48 s | Rolanda Bell                                                                 | 15 janvier 2012            |                                          | Hamilton       | [ 19 ] |
| Marathon             | 2 h 49 min 29 s | Danielle Wagner                                                              | 29 mai 2016                | Marathon d'Ottawa                        | Ottawa         |        |
| 100 m haies          | 12 s 86 A (+0,9 m/s) | Yvette Lewis                                                                 | 16 août 2014               | Festival panaméricain                    | Mexico         | [ 20 ] |
| 400 m haies          | 53 s 69 (AR) | Gianna Woodruff                                                              | 20 juillet 2022            | Championnats du monde                    | Eugene         | [ 21 ] |
| 3 000 m steeple      | 9 min 47 s 16 | Rolanda Bell                                                                 | 13 juin 2015               | Adidas Grand Prix                        | New York       | [ 22 ] |
| Saut en hauteur      | 1,84 m | Kashany Rios                                                                 | 16 juin 2012               | Championnats d'Amérique centrale         | Managua        | [ 23 ] |
| Saut à la perche     | 2,20 m | Meelany Jaén                                                                 | 15 juin 2012               | Championnats d'Amérique centrale         | Managua        | [ 24 ] |
| Saut en longueur     | 6,60 m A (+0,8 m/s) | Nathalee Aranda                                                              | 6 juin 2018                | Jeux sud-américains                      | Cochabamba     | [ 25 ] |
| Triple saut          | 12,58 m | Ana María Martínez                                                           | 30 avril 2016              | Championnats du Panama                   | Panama         |        |
| Lancer du poids      | 14,16 m | Theresa Findlay                                                              | 11 mai 1996                |                                          | Medford        |        |
| Lancer du disque     | 55 m | Aixa Middleton                                                               | 27 juin 2015               | Championnats d'Amérique centrale         | Managua        | [ 26 ] |
| Lancer du marteau    | 60,04 m | Theresa Findlay                                                              | 1er juin 1996              | Championnat NCAA                         | Eugene         | [ 27 ] |
| Lancer du javelot    | 46,46 m | Rocio Navarro                                                                | 18 avril 2010              | Jeux d'Amérique centrale                 | Panama         | [ 28 ] |
| Heptathlon           | 4 998 pts | Irina Ambulo                                                                 | 30 juin – 1er juillet 1986 | Jeux d'Amérique centrale et des Caraïbes | Santiago       |        |
| Heptathlon           | 15 s 12 (100 m haies), 1,61 m (hauteur), 10,14 m (poids), 24 s 44 (200 m) / 5,16 m (longueur), 30,62 m (javelot), 2 min 17 s 66 (800 m) |                                                                              |                            |                                          |                |        |
| 20 km marche (route) | 1 h 50 min 55 s | Francisca Ferris                                                             | 26 mars 2011               | Pan Am Racewalking Cup                   | Envigado       | [ 29 ] |
| 4 × 100 m            | 46 s 42 | Équipe nationale Ruth Casandra Gianna Woodruff Rosa Mosquera Leika Archibold | 22 juin 2019               | Championnats d'Amérique centrale         | Managua        | [ 30 ] |
| 4 × 400 m            | 3 min 49 s 75 | Équipe nationale Ivette Sánchez Zolveik Ruiz Velveth Moreno Rita Alcazar     | 13 décembre 1997           | Jeux d'Amérique centrale                 | San Pedro Sula |        |

## Salle

### Femmes
| Épreuve          | Record | Athlète         | Date           | Compétition                             | Lieu       | Réf.   |
| ---------------- | ------ | --------------- | -------------- | --------------------------------------- | ---------- | ------ |
| Saut en longueur | 6,50 m | Nathalee Aranda | 2 février 2020 | Championnats d'Amérique du Sud en salle | Cochabamba | [ 31 ] |